# Congenisch
Twee organismen zijn congenisch als ze slechts voor één genetische locus verschillen.

## Recombinante Congenische Muizenstam
Bij dierproeven worden recombinante congene muizenstammen gebruikt voor de studie van erfelijke ziekten.
Ze ontstaan door terugkruising van een inteeltlijn (donorstam) met een andere inteeltlijn (achtergrondstam).